# Palácio de Pastrana

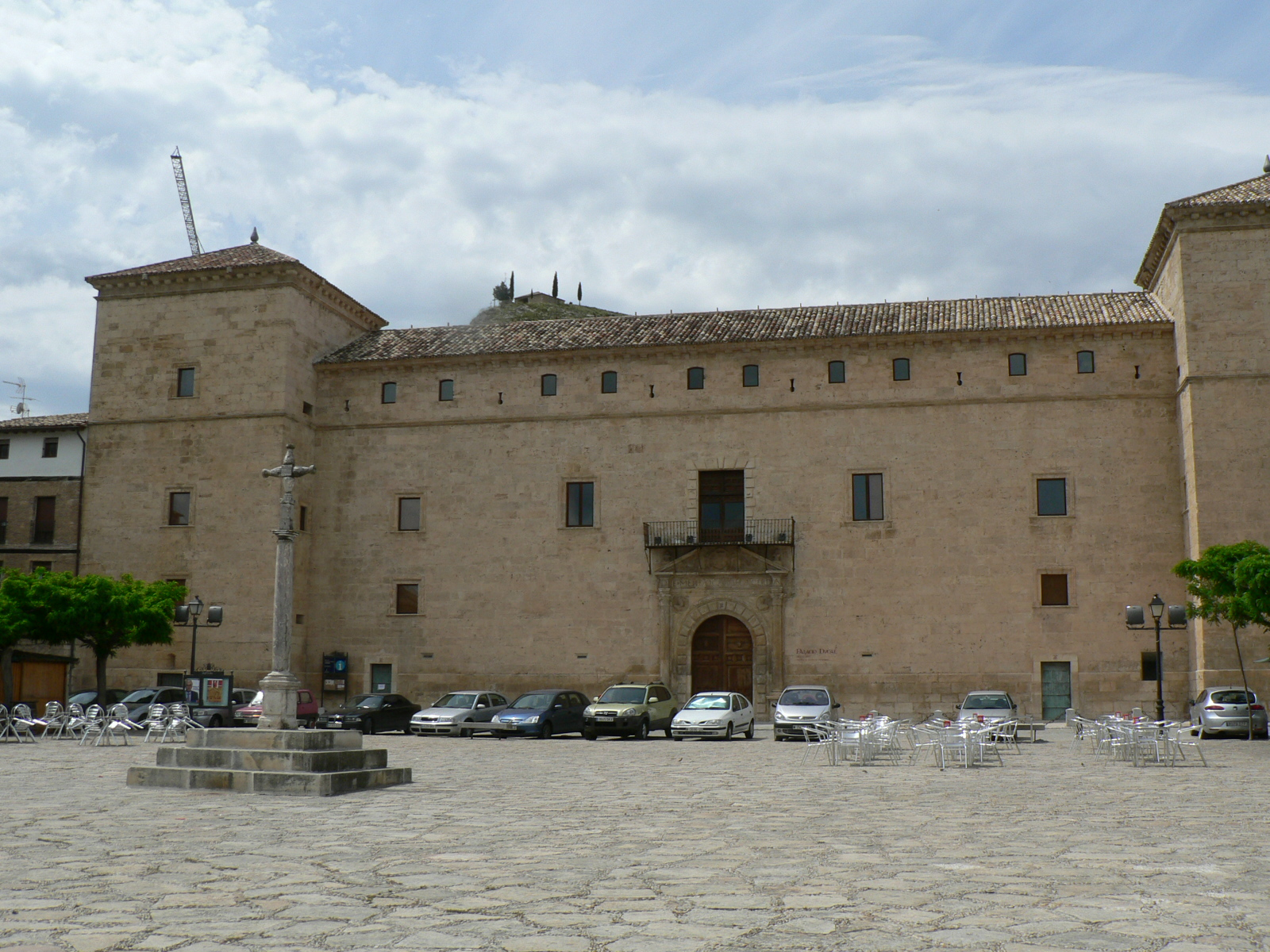
Palácio Ducal

O Palácio de Pastrana é um edifício palaciano, sito na vila de Pastrana, cuja construção se deve aos Duques de Pastrana e Príncipes de Éboli. O traçado é da autoria de Alonso de Covarrubias e consta entre os melhores exemplares restantes da arquitectura quinhentista espanhola.
Depois da compra da vila pelo português Rui Gomes da Silva - secretário pessoal do Rei, cuja importância se revelou na atribuição régia dos títulos de Duque de Pastrana e Príncipe de Éboli a seu favor - e D. Ana de Mendoza e La Cerda - originária da mais importante família nobre da Espanha, na altura, à par dos Alba -, os duques iniciaram a construção do palácio, em 1541. Pelas mãos do arquitecto Alonso de Covarrubias, o palácio começa a ganhar forma, e, brevemente, os duques teriam a sua primeira residência de férias, cuja localização no ambiente campestre estava em voga.
Prova de que o autor do palácio é mesmo Alonso é o varandim de ferro, uma imitação do Alcázar de Toledo, cujo desenho sóbrio e delicado contrasta com o aspecto robusto do edifício.
Construído em pedra, o edifício, como era moda, assemelha-se a uma fortaleza, e detém um aspecto impenetrável, semelhante aos palácios italianos da mesma época. Todavia, o palácio segue o traçado habitual dos edifícios renascentistas espanhóis: planta quadrada, com os vértices liderados por torreões, com um pátio interior, assim como um jardim no exterior do edifício.
Quase sem qualquer ornamentação, a fachada é de pedra e nela sobressai um portal, a entrada principal do palácio, emoldurado por duas colunas e um frontão quebrado, onde se insere a pedra de armas da família. O portal é coroado por um varandim. A fachada conta ainda com várias janelas, todas com vãos simples e geométricos. Do interior destaca-se o artesanato, projectado por Alonso igualmente, e uma colecção de azulejaria de Toledo em estilo mudéjar.
Na torre de levante esteve retida D. Ana de Mendoza e La Cerda, a ilustre e deturpada figura histórica, mais conhecida por "A Princesa de Éboli". Este ali presa entre 1581 e 1592, por ordem de Felipe II de Espanha.
Séculos mais tarde, em 1997 a Universidade de Alcalá de Henares adquire o palácio e empreende-se em obras de restauração e finalização do mesmo, sendo escalados para a tarefa os arquitectos Carlos Clemente e Antonio Fernández Alba.